# Alejandro Balde
Alejandro Balde Martínez (Barcelona, 18. listopada 2003.) španjolski je nogometaš koji igra na poziciji lijevog beka. Trenutačno igra za Barcelonu.

## Klupska karijera
Kao osmogodišnjak je 2011. prešao iz Espanyola u Barcelonu.
Za Barcelonu je debitirao 14. rujna 2021. kada je Barcelona izgubila 0:3 od Bayerna u UEFA Ligi prvaka.

## Reprezentativna karijera
Za Španjolsku je debitirao 23. studenog 2022. u utakmici grupne faze Svjetskog prvenstva 2022. u kojoj je Španjolska dobila Kostariku s visokih 7:0.

## Osobni život
Baldeov otac je iz Gvineje Bisau, a majka iz Dominikanske Republike.

## Priznanja

### Individualna
- Član momčadi sezone La Lige: 2022./23.[7]

### Klupska
Barcelona
- La Liga: 2022./23.[8]
- Supercopa de España: 2022./23.[9]

## Vanjske poveznice
- Profil, BDFutbol (engl.)
- Profil, Transfermarkt